# Барское-Сырищево
Барское-Сырищево — деревня в Грязовецком районе Вологодской области.
Входит в состав Комьянского муниципального образования, с точки зрения административно-территориального деления — в Ведерковский сельсовет.
Расстояние до районного центра Грязовца по автодороге — 43 км, до центра муниципального образования Хорошево по прямой — 16 км. Ближайшие населённые пункты — Бель, Вольное-Сырищево, Нехотово.
По переписи 2002 года население — 6 человек.